# Atyria velata
Atyria velata är en fjärilsart som beskrevs av Druce 1885. Atyria velata ingår i släktet Atyria och familjen mätare. Inga underarter finns listade i Catalogue of Life.